# Viață
Viața (latină vivitia<vivus, „viu”) este un complex de proprietăți și funcții ale organismelor. Organismele vii sunt entități materiale care își mențin existența prin procese biologice precum reglare internă, metabolism și reproducere. Formele de viață cunoscute includ: plante, animale, ciuperci, alge și bacterii. Știința care se ocupă cu studiul lucrurilor vii și a fenomenelor vieții se numește biologie.
Conceptul de viață cuprinde o mare varietate de semnificații. Deși au fost propuse multe definiții, nu există o descriere concludentă care să delimiteze clar distincția dintre natura vie și alte realități. Biologia modernă definește viața în principal prin caracterizarea acțiunilor efectuate de o ființă vie: menținerea mediului intern, schimbul de materie și energie cu mediul înconjurător, creștere și dezvoltare, adaptare la mediu, răspuns la stimuli și evoluție. Alte definiții includ uneori forme de viață necelulare, cum ar fi viruși și viroizi.
Abiogeneza este procesul natural al vieții care rezultă din materie nevie, cum ar fi compușii organici simpli. Ipoteza științifică predominantă este că tranziția de la entitățile non-vii la entitățile vii nu a fost un eveniment unic, ci un proces gradual de complexitate în creștere. Viața pe Pământ a apărut pentru prima dată în urmă cu 4,28 miliarde de ani, la scurt timp după formarea oceanelor în urmă cu 4,41 miliarde de ani și nu cu mult timp după formarea Pământului acum 4,54 miliarde de ani. Cele mai vechi forme de viață cunoscute sunt microfosilele de bacterii. Viața pe Pământ provine probabil dintr-o lume ARN, deși viața bazată pe ARN poate să nu fi fost prima viață care a existat. Experimentul clasic Miller-Urey din 1952 și cercetări similare au demonstrat că majoritatea aminoacizilor, constituenții chimici ai proteinelor utilizate în toate organismele vii, pot fi sintetizați din compuși anorganici în condiții menite să le reproducă pe cele de pe un Pământ timpuriu. Moleculele organice complexecapar în Sistemul Solar și în spațiul interstelar și este posibil ca aceste molecule să fi furnizat material de pornire pentru dezvoltarea vieții pe Pământ.
De la începuturile sale primordiale, viața pe Pământ și-a schimbat mediul pe scara timpului geologic și s-a adaptat pentru a supraviețui în majoritatea ecosistemelor și condițiilor. Unele microorganisme, numite extremofile, prosperă în medii extreme din punct de vedere fizic sau geochimic, condiții care sunt dăunătoare pentru majoritatea celorlalte organisme de pe Pământ. Celula este considerată unitatea structurală și funcțională a vieții. Există două tipuri de celule: procariote și eucariote, ambele constând din citoplasmă închisă într-o membrană și conțin multe biomolecule precum proteinele și acizii nucleici. Celulele se reproduc printr-un proces de diviziune celulară, în care celula părinte se împarte în două sau mai multe celule fiice. 
În trecut, au existat multe încercări de a defini ceea ce se înțelege prin „viață“ prin concepte învechite, cum ar fi forța odică, hilomorfism, teoria generației spontane și vitalismul, care au fost infirmate de descoperiri biologice. Aristotel este considerat a fi prima persoană care a clasificat organismele. Mai târziu, Carl Linnaeus a introdus sistemul de nomenclatură binomială pentru clasificarea speciilor. În cele din urmă au fost descoperite noi grupuri și categorii de viață, cum ar fi celulele și microorganismele, forțând revizuiri dramatice ale structurii relațiilor dintre organismele vii. Deși în prezent viața este cunoscută doar pe Pământ, ea nu trebuie să fie limitată la aceasta și mulți oameni de știință speculează existența vieții extraterestre. Viața artificială este o simulare pe calculator sau o reconstrucție creată de om a oricărui aspect al vieții, care este adesea utilizată pentru a examina sistemele legate de viața naturală.
Moartea este încetarea permanentă a tuturor proceselor biologice care susțin un organism și, ca atare, este sfârșitul vieții sale. Extincția este termenul care descrie moartea unui grup sau taxon, de obicei o specie. Fosilele sunt rămășițele sau urmele conservate ale organismelor.

## Definiții
Definiția vieții a fost mult timp o provocare pentru oamenii de știință și filosofi, fiind propuse multe definiții variante. Acest lucru se datorează parțial faptului că viața este un proces, nu o substanță. Acest lucru este complicat de lipsa de cunoaștere a caracteristicilor entităților vii, dacă există, care s-ar fi putut dezvolta în afara Pământului. De asemenea, au fost prezentate definiții filosofice ale vieții, cu dificultăți similare în ceea ce privește modul de a distinge lucrurile vii de cele non-vii. Definițiile juridice ale vieții au fost, de asemenea, descrise și dezbătute, deși acestea se concentrează în general pe decizia de a declara un om mort și pe ramificațiile juridice ale acestei decizii. Există până la 123 definiții ale vieții. Una dintre definiții pare să fie favorizată de NASA: „un sistem chimic autosustenabil capabil de evoluție darwiniană”. Mai simplu, viața este „materie care se poate reproduce singură și evolua după cum dictează supraviețuirea”.

### Biologie
Deoarece nu există o definiție fără echivoc a vieții, cele mai multe definiții actuale în biologie sunt descriptive. Viața este considerată o caracteristică a ceva care prezervă, favorizează sau își întărește existența în mediul dat. Această caracteristică prezintă toate sau majoritatea următoarelor trăsături:
1. Homeostazie: reglarea mediului intern pentru a menține o stare constantă; de exemplu, transpirația pentru a reduce temperatura.
2. Organizare și structură: fiind compus structural din una sau mai multe celule – unitățile de bază ale vieții.
3. Metabolism: schimbul constant de energie cu mediul. Substanțele organice bogate în energie sunt descompuse (catabolism) sau transformate în material organic nou, cum ar fi componentele celulare (anabolism). Ființele vii necesită energie pentru a menține organizarea internă (homeostazia) și pentru a produce celelalte fenomene asociate vieții.
4. Creștere și dezvoltare: menținerea unei rate mai mari de anabolism decât catabolism. Un organism în creștere crește în mărime în toate părțile sale, mai degrabă decât să acumuleze pur și simplu materie.
5. Adaptare: capacitatea de a se schimba în timp, ca răspuns la mediu. Această abilitate este fundamentală pentru procesul de evoluție și este determinată de ereditate, dietă și factorii externi.
6. Răspuns la stimuli: un răspuns poate lua mai multe forme, de la contracția unui organism unicelular la substanțe chimice externe, până la reacții complexe care implică toate simțurile organismelor multicelulare. Un răspuns este adesea exprimat prin mișcare; de exemplu, frunzele unei plante care se întorc spre soare (fototropism) și chimiotaxie.
7. Reproducere: capacitatea de a produce noi organisme individuale, fie asexuat dintr-un singur organism părinte, fie sexual din două organisme părinte.

„Pentru a rezuma: Viața este un sistem fizico-chimic deschis care, prin schimbul de energie și materie cu mediul și, datorită unui metabolism intern, este capabil să susțină, să crească, să se reproducă și să se adapteze schimbărilor din mediu, atât pe termen scurt (fiziologic și adaptare morfologică) cât și pe termen lung (evoluție).”

Unele proprietăți ale ființelor vii
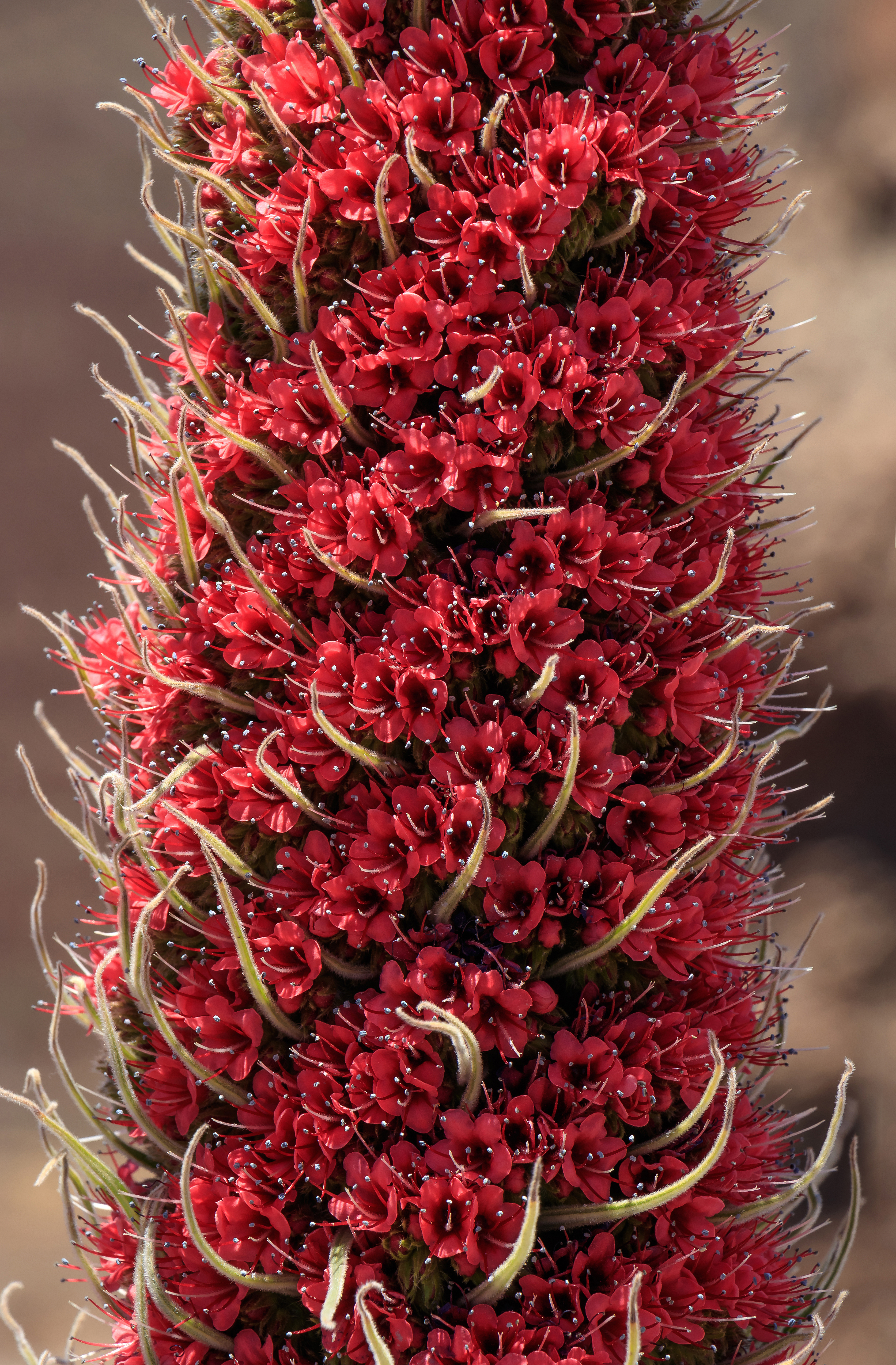
Organizare. Florile au o morfologie ordonată distinct
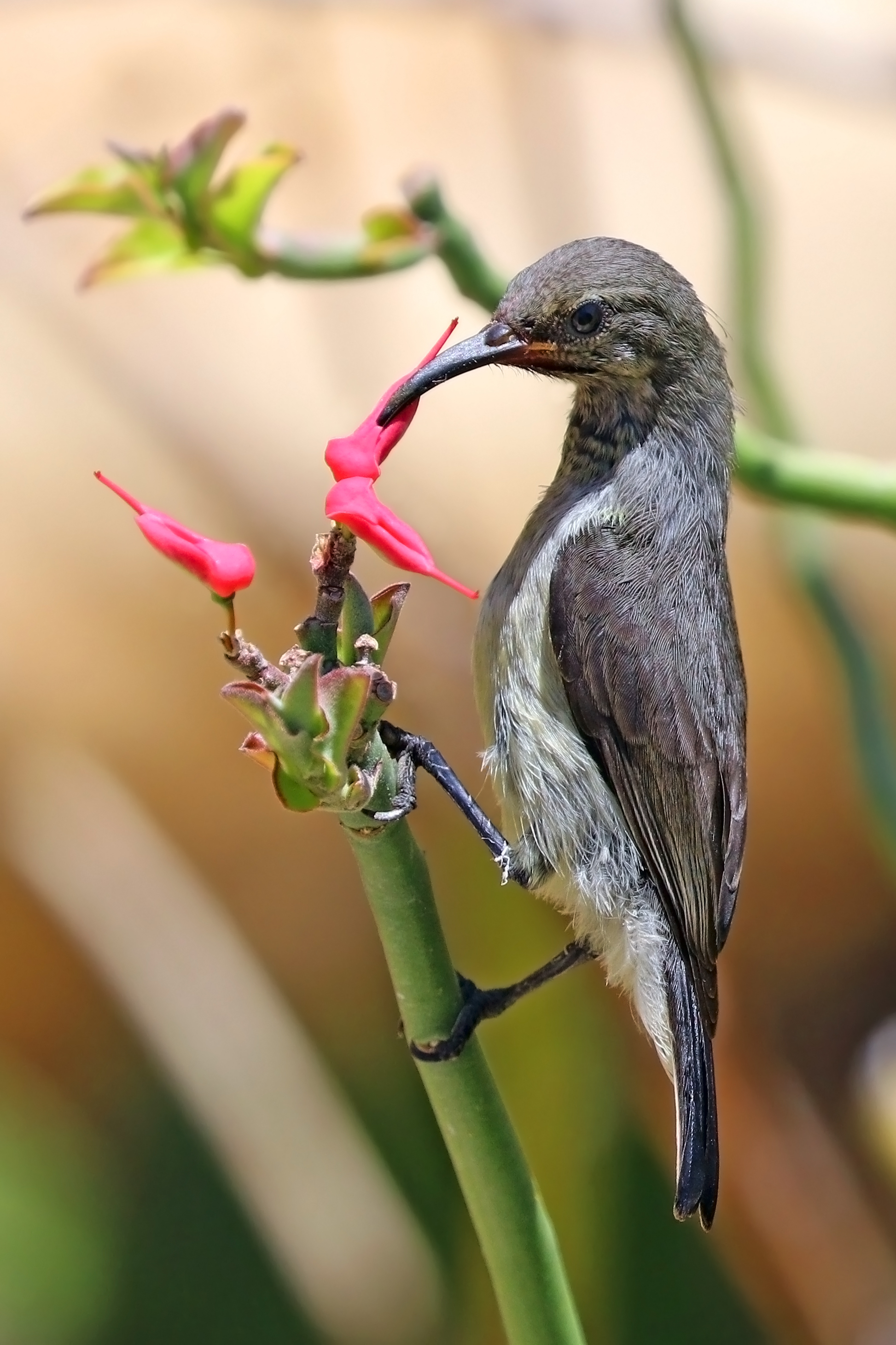
Metabolism. Animalele își obțin energia din materialul organic din mediul lor
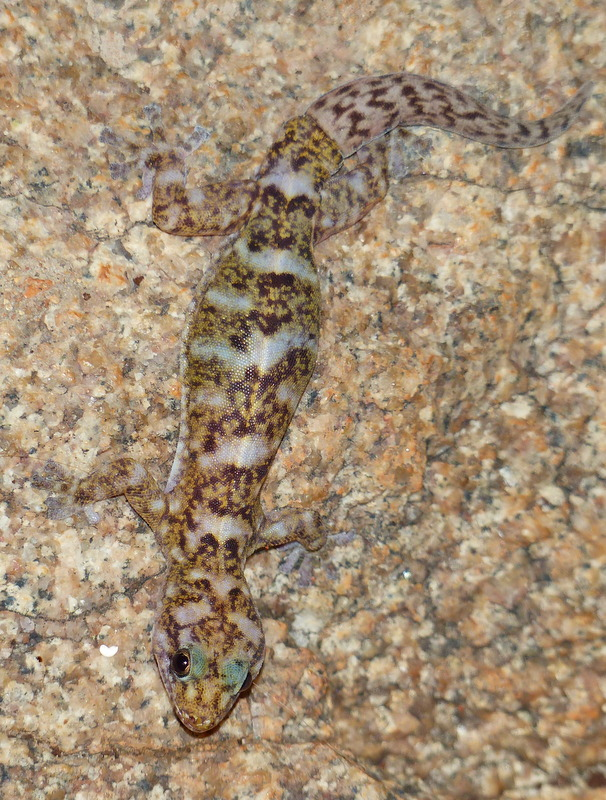
Adaptare. În timpul evoluției, populațiile se adaptează la mediu
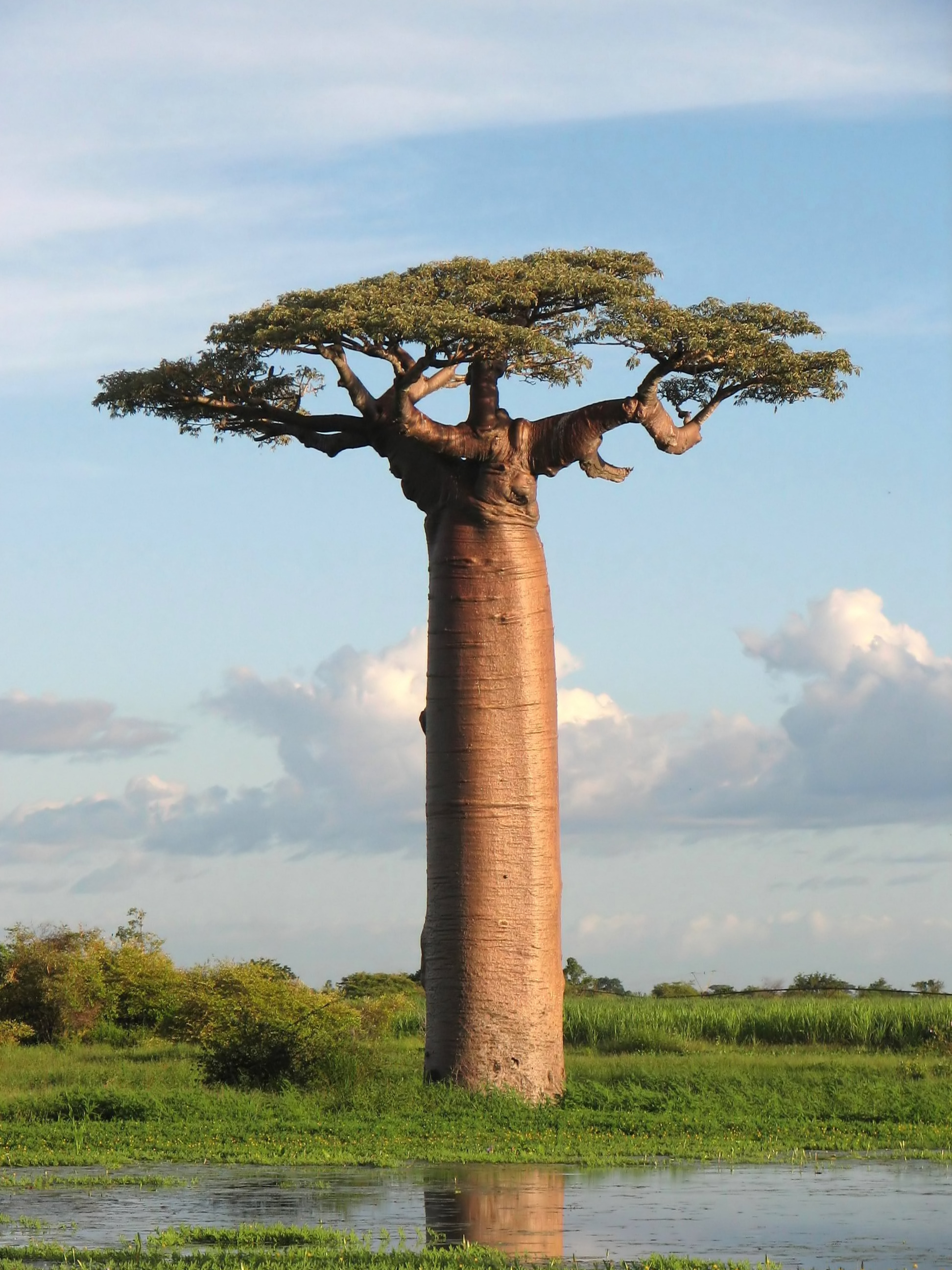
Creștere și dezvoltare. Diviziunile celulare permit unui organism să crească
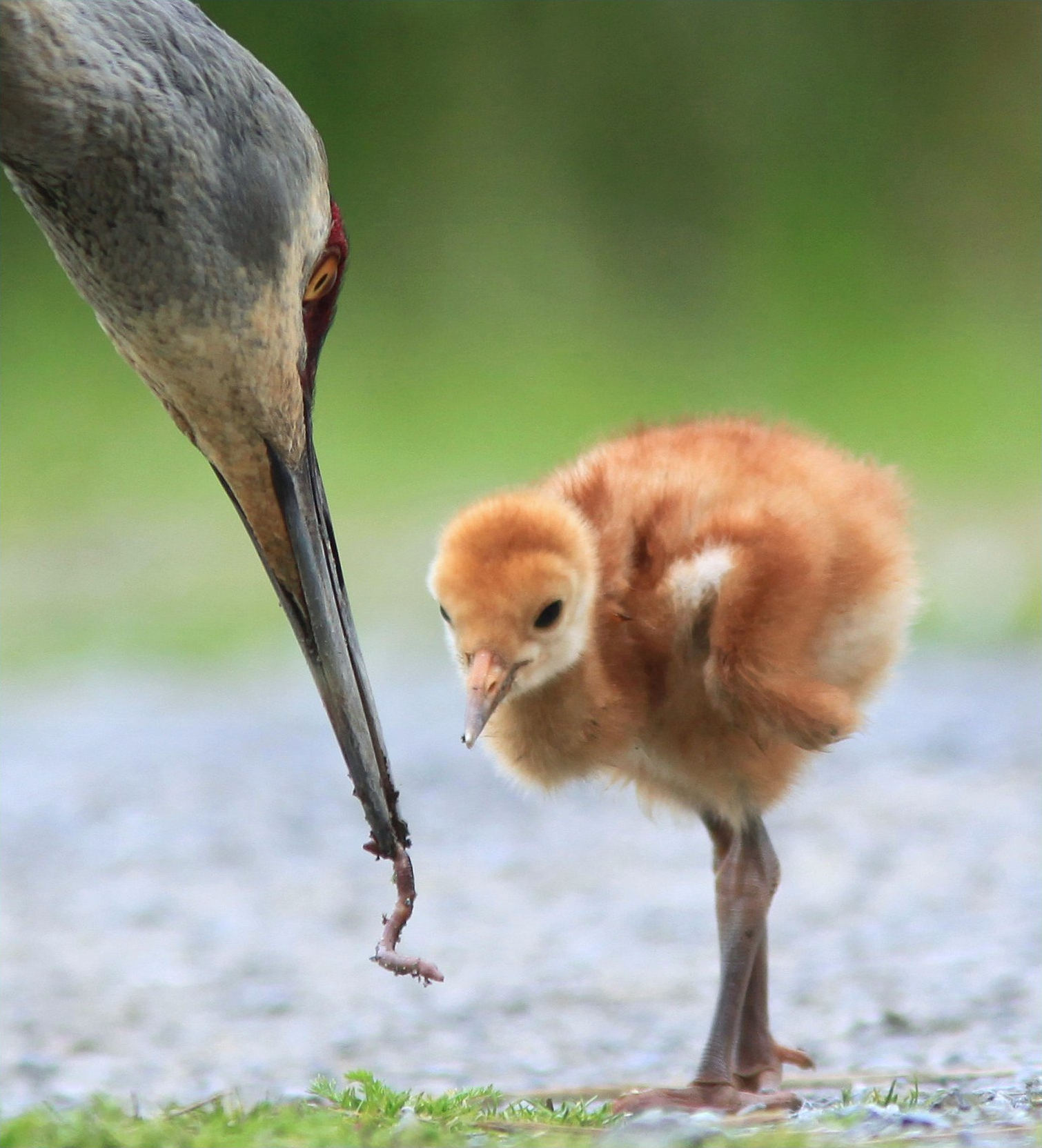
Reproducere. Se produc noi organisme individuale – „descendenți” – de la „părinte” sau părinții.

#### Viruși

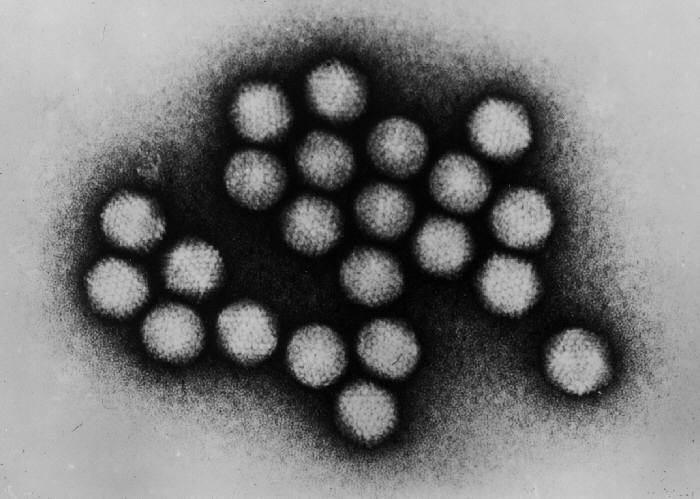
Adenovirus văzut la microscopul electronic

Nu există un consens cu privire la faptul dacă virusurile ar trebui considerate organisme vii. Un virus este o particulă submicroscopică, formată dintr-un material genetic înconjurat de un strat proteic. Au fost descriși ca „organisme la marginea vieții” deoarece posedă gene , evoluează prin selecție naturală, și se reproduc prin crearea mai multor copii ale lor prin auto-asamblare. Totuși, virușii nu au un metabolism propriu și au nevoie de celule ale altor organisme pentru a se replica. Auto-asamblarea virusului în celulele gazdă are implicații pentru studiul originii vieții, deoarece poate susține ipoteza că viața ar fi putut începe ca molecule organice auto-asamblate.

### Biofizică
Pentru a reflecta fenomenele minime necesare, au fost propuse alte definiții biologice ale vieții, multe dintre acestea bazându-se pe sisteme chimice. Biofizicienii au observat că ființele vii funcționează pe entropie negativă. Mai detaliat, potrivit unor fizicieni precum John Bernal, Erwin Schrödinger, Eugene Wigner și John Avery, viața este un membru al clasei de fenomene care sunt sisteme deschise sau continue capabile să-și scadă entropia internă în detrimentul substanțelor sau al energiei libere preluate din mediu și ulterior respinse într-o formă degradată. Apariția și popularitatea crescândă a biomimeticii sau biomimetriei (proiectarea și producția de materiale, structuri și sisteme care sunt modelate pe entități și procese biologice) vor redefini probabil granița dintre viața naturală și cea artificială.

## Origine

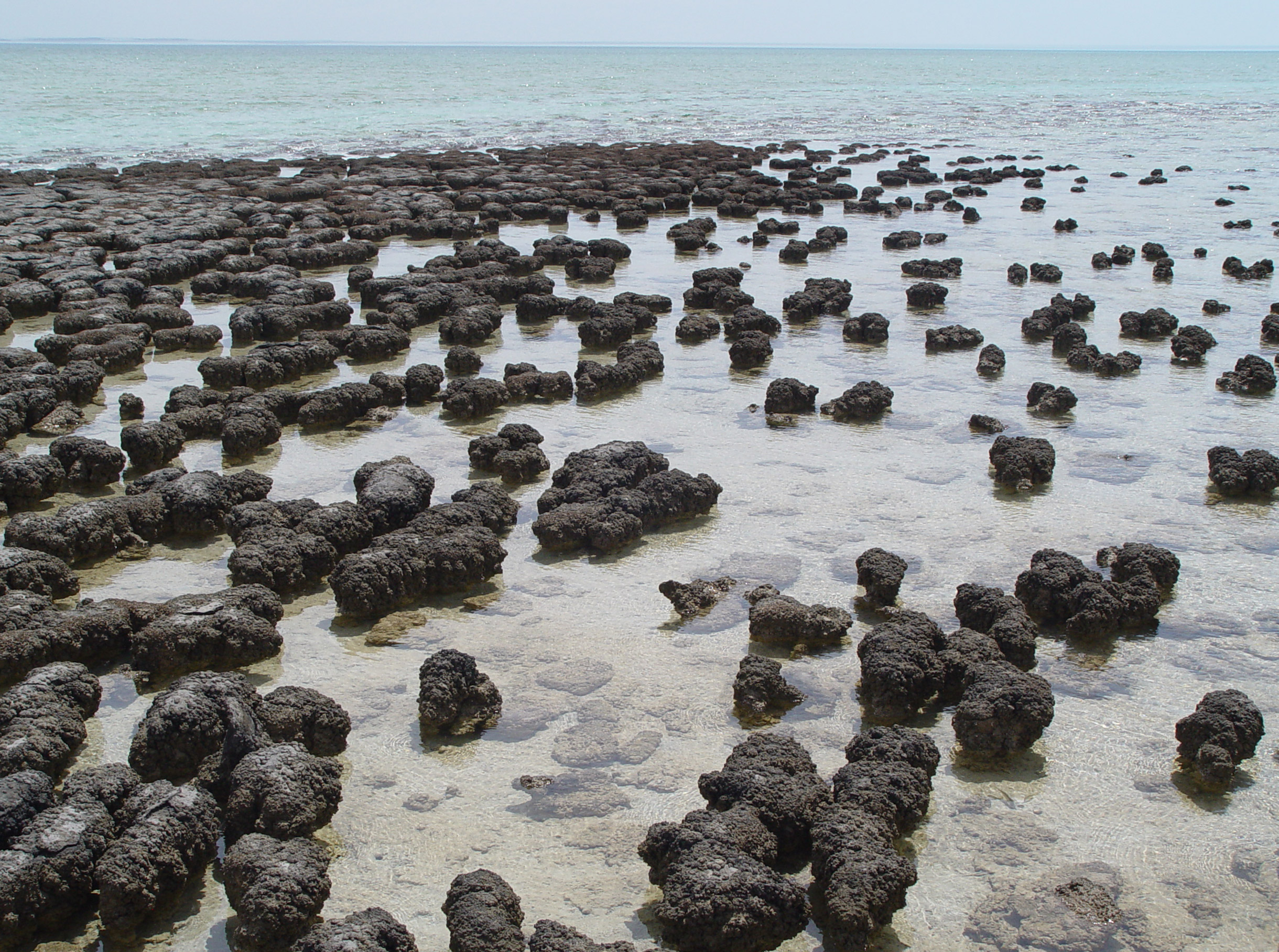
Stromatoliții prezintă trăsături texturale care indică originile biogene.

Vârsta Pământului este de aproximativ 4,54 miliarde ani. Dovezile sugerează că viața pe Pământ există de cel puțin 3,5 miliarde de ani, cele mai vechi urme fizice ale vieții datând de 3,7 miliarde de ani; cu toate acestea, unele teorii, cum ar fi teoria Marelui bombardament târziu, sugerează că viața pe Pământ ar fi putut începe chiar mai devreme, încă de acum 4,1-4,4 miliarde de ani în urmă, și chimia care duce la viață ar fi putut începe la scurt timp după Big Bang, acum 13,8 miliarde de ani, într-o epocă în care Universul avea doar 10-17 milioane de ani.
Se estimează că mai mult de 99% din toate speciile de forme de viață, care se ridică la peste cinci miliarde de specii, care au trăit vreodată pe Pământ, sunt extincte.
Deși numărul speciilor de forme de viață catalogate de Pământ este cuprins între 1,2 și 2 milioane, numărul total de specii de pe planetă este incert. Estimările variază de la 8 milioane la 100 de milioane, cu un interval mai restrâns între 10 și 14 milioane, dar poate ajunge până la 1 trilion (din care doar o miime dintr-un procent sunt descrise) conform studiilor realizate în mai 2016.  În iulie 2016, oamenii de știință au raportat identificarea unui set de 355 gene din Ultimul strămoș comun universal (LUCA) al tuturor organismelor care trăiesc pe Pământ.

Experimentul Miller-Urey
Sinteza moleculelor organice mici într-un amestec de gaze simple care este plasat într-un gradient termic prin încălzirea (dreapta) și răcirea (stânga) amestecului în același timp, un amestec care este, de asemenea, supus descărcărilor electrice.

Toate formele de viață cunoscute împărtășesc mecanisme moleculare fundamentale, reflectând descendența lor comună; pe baza acestor observații, ipotezele privind originea vieții încearcă să găsească un mecanism care să explice formarea unui strămoș comun universal, de la molecule organice simple prin viața precelulară la protocoale și metabolism. Modelele au fost împărțite în categorii „întâi-gene” și „întâi-metabolism”, dar o tendință recentă este apariția modelelor hibride care combină ambele categorii.
Nu există un consens științific actual cu privire la modul în care a apărut viața. Cu toate acestea, cele mai multe modele științifice acceptate se bazează pe experimentul Miller-Urey și pe lucrarea lui Sidney Fox, care arată că condițiile de pe Pământul primitiv au favorizat reacțiile chimice care sintetizează aminoacizii și alți compuși organici din precursori anorganici, iar fosfolipidele formează spontan bistratul lipidic, structura de bază a unei membrane celulare.
Organismele vii sintetizează proteinele, care sunt polimeri ai aminoacizilor, folosind instrucțiuni codificate de acidul dezoxiribonucleic (ADN). Sinteza proteinelor implică polimeri intermediari ai acidului ribonucleic (ARN). O posibilitate pentru modul în care a început viața este că genele au început mai întâi, urmate de proteine; alternativa fiind că proteinele au apărut mai întâi și apoi genele. Cu toate acestea, deoarece genele și proteinele sunt necesare pentru producerea celeilalte, problema de a lua în considerare care a apărut primul este ca cea a găinii sau a oului. Majoritatea oamenilor de știință au adoptat ipoteza că, din această cauză, este puțin probabil ca genele și proteinele să apară independent.
Prin urmare, o posibilitate, sugerată mai întâi de Francis Crick, este ca la început viață să se bazeze pe ARN, 
care are proprietățile ADN-ului de stocare a informațiilor și proprietățile catalitice ale unor proteine. Aceasta se numește ipoteza lumii ARN și este susținută de observația că multe dintre cele mai critice componente ale celulelor (cele care evoluează cel mai lent) sunt compuse în mare parte sau în totalitate din ARN. De asemenea, mulți cofactori critici (adenozintrifosfat, Acetil-CoA, nicotinamid adenin dinucleotid, etc.) sunt fie nucleotide, fie substanțe în mod clar legate de acestea. Proprietățile catalitice ale ARN-ului nu fuseseră încă demonstrate când a fost propusă prima dată ipoteza, dar au fost confirmate de Thomas Cech în 1986.

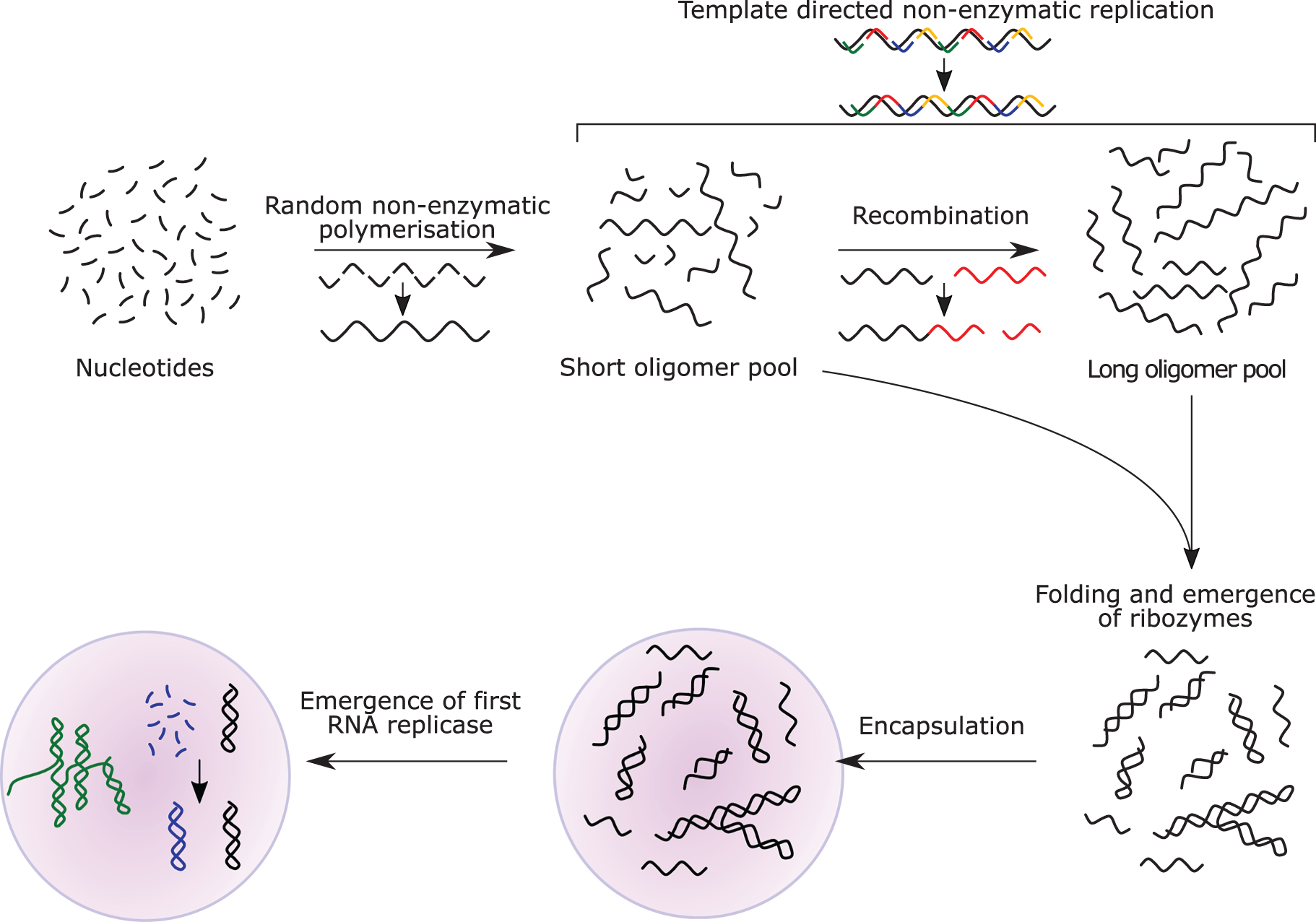
O reprezentare schematică a ipotezei lumii ARN

O problemă cu ipoteza lumii ARN este că sinteza ARN din precursori anorganici simpli este mai dificilă decât pentru alte molecule organice. Un motiv pentru aceasta este că precursorii ARN sunt foarte stabili și reacționează între ei foarte lent în condiții ambientale și s-a propus că organismele vii au fost alcătuite din alte molecule înainte de ARN. Sinteza cu succes a anumitor molecule de ARN în condițiile care existau pe un Pământ timpuriu a fost realizată prin adăugarea de precursori alternativi într-o ordine specificată cu precursorul fosfat prezent pe parcursul reacției. Acest studiu face ca ipoteza lumii ARN să fie mai plauzibilă.
Compușii prebiotici ar putea avea origine extraterestră. Descoperirile NASA din 2011, pe baza studiilor cu meteoriți găsiți pe Pământ, sugerează că componentele ADN și ARN (adenină, guanină și molecule organice conexe) se pot forma în spațiul cosmic.
În martie 2015, oamenii de știință NASA au raportat că, pentru prima dată, compuși organici complexi ai ADN-ului și ARN-ului, inclusiv uracil, citozină și timină, s-au format în laborator în condiții de spațiu cosmic, folosind substanțe chimice inițiale, cum ar fi pirimidina, găsite în meteoriți. Potrivit oamenilor de știință, pirimidina, la fel ca hidrocarburile aromatice policiclice, substanța chimică cea mai bogată în carbon găsită în Univers, s-ar fi putut forma în gigantele roșii sau în praful interstelar și nori de gaze.
Conform ipotezei panspermiei, viața microscopică – distribuită de meteoriți, asteroizi și alte corpuri mici ale Sistemului Solar – poate exista în tot Universul.

## Condiții de mediu

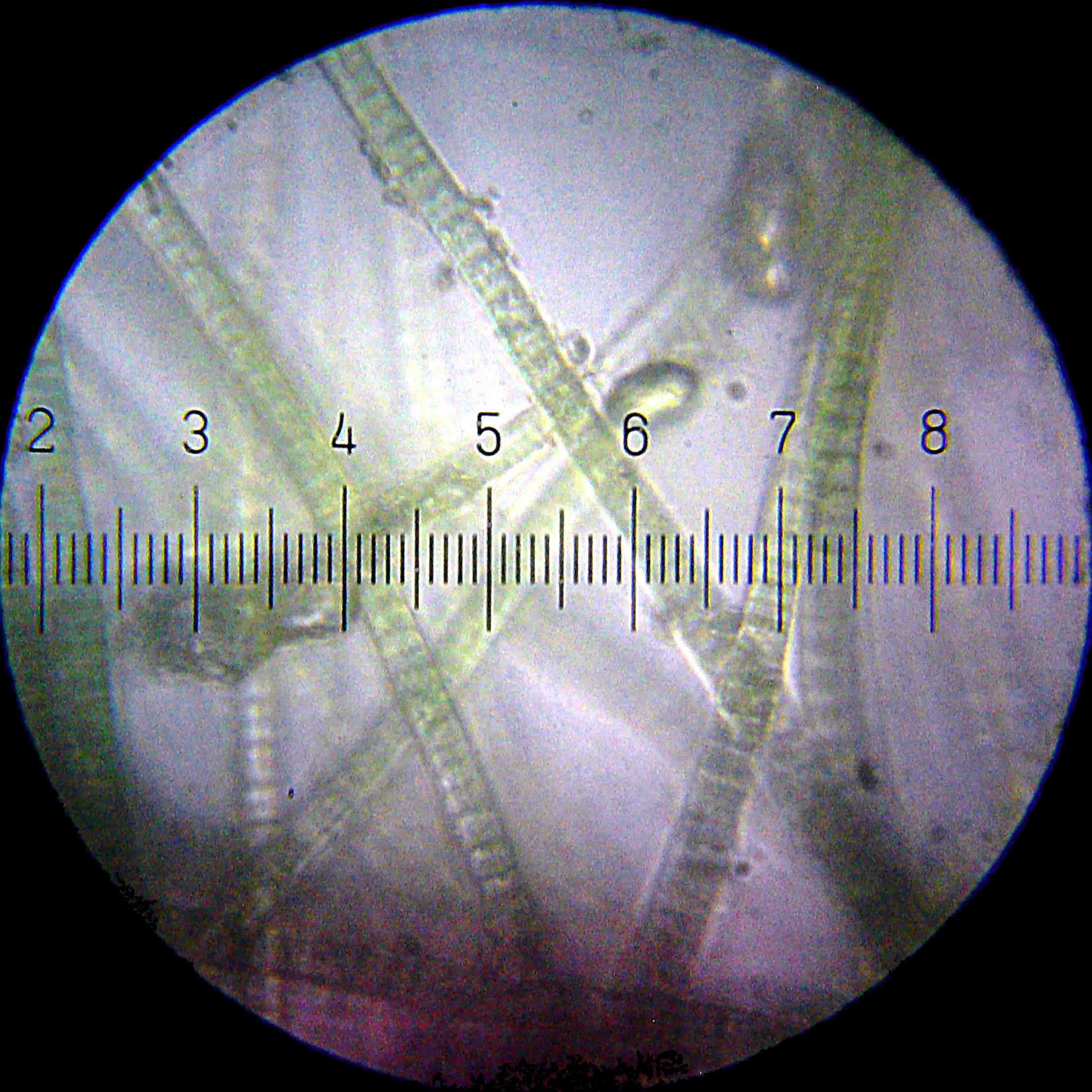
Cianobacteriile au schimbat dramatic compoziția formelor de viață de pe Pământ, ducând aproape la extincția organismelor anaerobe.

Diversitatea vieții pe Pământ este rezultatul interacțiunii dinamice dintre oportunitatea genetică, capacitatea metabolică, provocările mediului și simbioza. În cea mai mare parte a existenței sale, mediul locuibil al Pământului a fost dominat de microorganisme și supus metabolismului și evoluției acestora. Inițial, se credea că viața a apărut pe Pământ în Cambrian, dar descoperirile paleontologice au arătat că viața, microbii, trăiau deja în eonul Arhaic în urmă cu 3.800 de milioane de ani. Ca o consecință a acestor activități microbiene, mediul fizico-chimic de pe Pământ s-a schimbat pe o scară de timp geologic, afectând astfel evoluției vieții ulterioare. De exemplu, eliberarea de oxigen molecular de către cianobacterii ca produs secundar al fotosintezei au indus schimbări globale în mediul Pământului. Deoarece oxigenul era toxic pentru majoritatea microorganismelor de pe Pământ la acea vreme, acest lucru a reprezentat noi provocări evolutive și, în cele din urmă, a dus la formarea principalelor specii de animale și plante de pe Pământ. Această interacțiune între organisme și mediul lor este o caracteristică inerentă a sistemelor vii.

### Biosferă
Biosfera este suma globală a tuturor ecosistemelor. Poate fi denumită și zona vieții de pe Pământ, un sistem închis (în afară de radiația solară și cosmică și căldura din interiorul Pământului) și, în mare măsură, se autoreglează. Prin cea mai generală definiție biofiziologică, biosfera este sistemul ecologic global care integrează toate ființele vii și relațiile lor, inclusiv interacțiunea lor cu elemente ale litosferei, geosferei, hidrosferei și atmosferei.

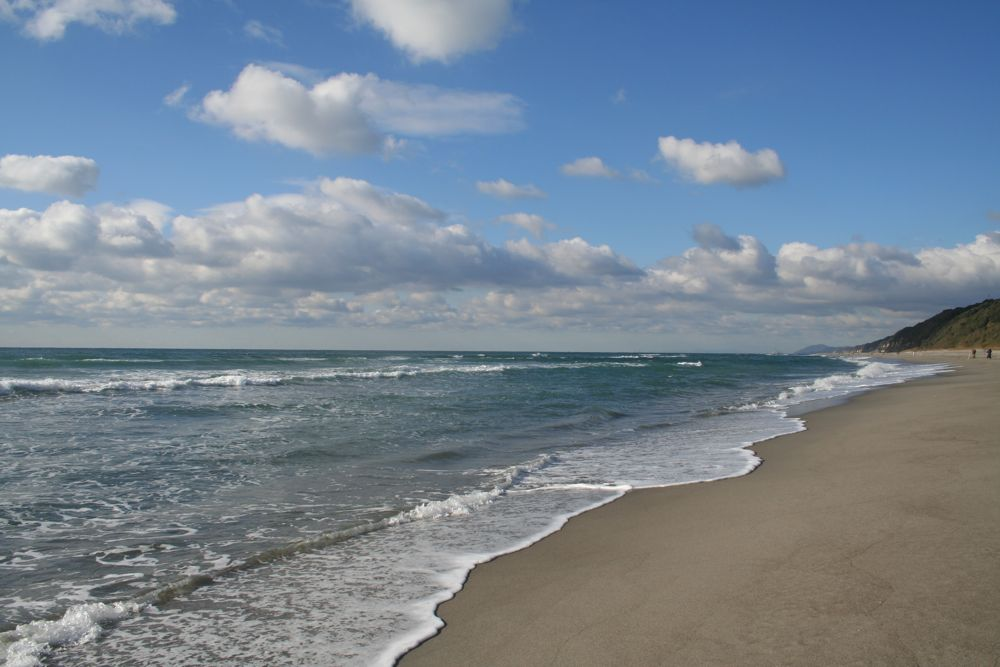
O scenă de pe Pământ, care arată simultan litosfera (solul), hidrosfera (oceanul) și atmosfera (aerul)

Formele de viață trăiesc în toate părțile biosferei Pământului, inclusiv sol, izvoare termale, în roci aflate la cel puțin 19 km adâncime sub pământ, cele mai adânci părți ale oceanului și cel puțin 64 km înălțime în atmosferă. În anumite condiții de testare, s-a observat că formele de viață prosperă în aproape imponderabilitatea spațiului și supraviețuiesc în vidul spațiului cosmic. Formele de viață par să prospere în Groapa Marianelor, cel mai adânc punct din oceanele Pământului. Alți cercetători au raportat studii conexe că microbii marini se dezvoltă chiar și în interiorul rocilor la o adâncime de 580 de metri sub fundul oceanic cu o adâncime de 2.590 m de ocean în largul coastei nord-vestice a Statelor Unite, precum și la 2.400 m sub fundul mării în largul Japoniei. În august 2014, oamenii de știință au confirmat existența formelor de viață care trăiesc la 800 m sub gheața Antarcticii. Potrivit unui cercetător, „Puteți găsi microbi peste tot – sunt extrem de adaptabili la condiții și supraviețuiesc oriunde s-ar afla”.
Se presupune că biosfera a evoluat, începând cu un proces de biopoeză (viață creată în mod natural din materie non-vie, cum ar fi compuși organici simpli) sau biogeneză (viață creată din materia vie), acum cel puțin 3,5 miliarde de ani. Cele mai vechi dovezi ale vieții pe Pământ includ grafit biogenic găsit în roci metasedimentare vechi de 3,7 miliarde de ani din vestul Groenlandei  și fosile de covor microbian găsite în gresie veche de 3,48 miliarde de ani în Australia de Vest. Mai recent, în 2015, „rămășițe ale vieții biotice” au fost găsite în roci vechi de 4,1 miliarde de ani în Australia de Vest. În 2017, s-a anunțat că au fost descoperite microorganisme fosilizate (sau microfosile) în aerisirile hidrotermale din centura Nuvvuagittuq din Quebec, Canada, care aveau o vechime de 4,28 miliarde de ani, cea mai veche înregistrare a vieții de pe Pământ, sugerând „o apariție aproape instantanee a vieții” după formarea oceanelor în urmă cu 4,4 miliarde de ani, și nu cu mult timp după formarea Pământului acum 4,54 miliarde de ani. Potrivit biologului Stephen Blair Hedges, „Dacă viața ar fi apărut relativ repede pe Pământ ... atunci ar putea fi obișnuită în Univers”.

## Clasificare

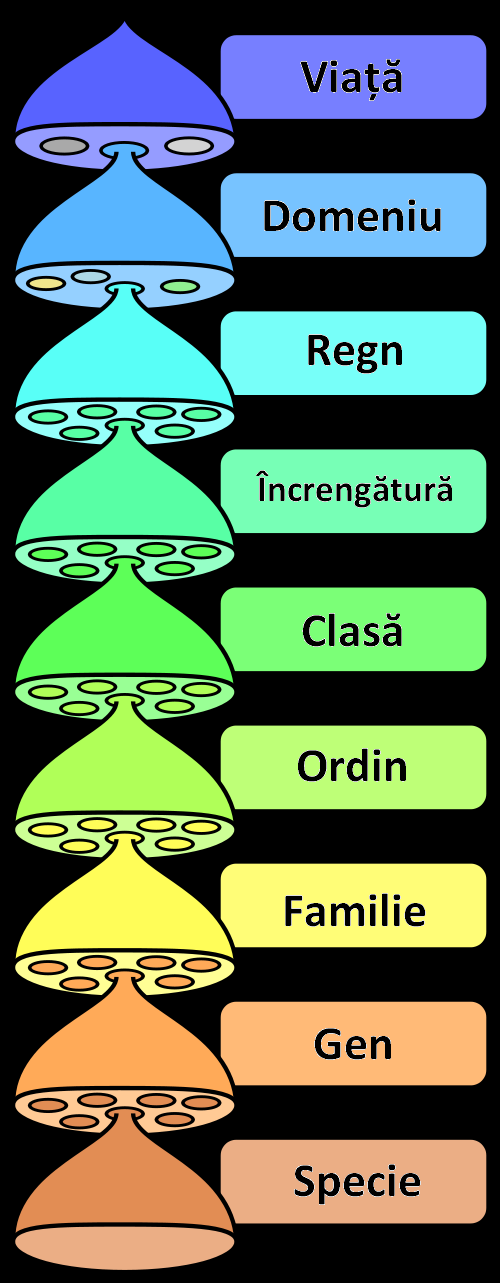
Ierarhia clasificării biologice a celor opt ranguri taxonomice majore. Un domeniu conține unul sau mai multe regnuri. Clasamentele intermediare minore nu sunt afișate.

### Antichitate
Prima încercare cunoscută de clasificare a organismelor a fost efectuată de filosoful grec Aristotel (384-322 î.Hr.), care a clasificat toate organismele vii cunoscute la acea vreme fie ca plantă, fie ca animal, bazându-se în principal pe capacitatea lor de a se mișca. De asemenea, el a distins animalele cu sânge de animalele fără sânge (sau cel puțin fără sânge roșu), care pot fi comparate cu conceptele de vertebrate și respectiv nevertebrate și a împărțit animalele cu sânge în cinci grupe: patrupede vivipare (mamifere), patrupede ovipare (reptile și amfibieni), păsări, pești și balene
Animalele fără sânge au fost, de asemenea, împărțite în cinci grupe: cefalopode, crustacee, insecte (care includeau păianjenii, scorpionii și centipedele, pe lângă ceea ce definim astăzi ca insecte), animale fără carcasă exterioară (cum ar fi majoritatea moluștelor și echinodermelor) și „zoofitele” (animale care seamănă cu plantele). Deși activitatea lui Aristotel în zoologie nu a fost lipsită de erori, a fost cea mai măreață sinteză biologică a vremii și a rămas autoritatea supremă timp de multe secole după moartea sa.

### Linnaeus
Explorarea Americii a dezvăluit un număr mare de plante și animale noi care aveau nevoie de descrieri și clasificare. În ultima parte a secolului al XVI-lea și începutul secolului al XVII-lea, a început studiul atent al animalelor și a fost extins treptat până când a format un corp suficient de cunoștințe pentru a servi ca bază anatomică pentru clasificare.
La sfârșitul anilor 1740, Carl Linnaeus a introdus sistemul de nomenclatură binomială pentru clasificarea speciilor. Linnaeus a introdus noi termeni descriptivi definind cu precizie semnificația lor. Clasificarea linneană are opt niveluri: domeniu, regn, filum, clasă, ordin, familie, gen și specie.
Ciupercile au fost tratate inițial ca plante. Pentru o perioadă scurtă, Linnaeus le clasificase în taxonul Vermes din Animalia, dar mai târziu le-a plasat înapoi în Plantae. Problema a fost rezolvată de ecologistul american Robert Whittaker, când a dat cipuercilor propriul lor regn în sistemul său de cinci regnuri. Istoria evolutivă arată că ciupercile sunt mai strâns legate de animale decât de plante. 
Pe măsură ce noile descoperiri au permis studiul detaliat al celulelor și microorganismelor s-au creat domeniile de biologie celulară și microbiologie. Aceste noi organisme au fost inițial descrise separat în protozoare ca animale și talofite ca plante dar au fost unite de naturalistul german Ernst Haeckel în regnul Protista. Mai târziu, procariotele au fost împărțite în regnul Monera, care în cele din urmă va fi împărțit în două grupuri separate: Bacteria și Archaea. Acest lucru a dus la sistemul celor șase regnuri și, în cele din urmă, la actualul sistem cu trei domenii, care se bazează pe relații evolutive. Cu toate acestea, clasificarea eucariotelor, în special a protistelor, este încă controversată.
Pe măsură ce microbiologia, biologia moleculară și virologia s-au dezvoltat, au fost descoperiți agenți de reproducere necelulari, cum ar fi viruși și viroizi. Faptul că acestea sunt considerate vii a fost o chestiune de dezbatere; virușilor le lipsesc caracteristicile vieții, cum ar fi membranele celulare, metabolismul și capacitatea de a crește sau de a răspunde la mediul lor. Virușii pot fi încă clasificați în „specii” pe baza biologiei și geneticii lor, dar multe aspecte ale unei astfel de clasificări rămân controversate.
În mai 2016, oamenii de știință au raportat că se estimează că 1 trilion de specii se află pe Pământ în prezent, fiind descrise doar o miime dintr-un procent.
Sistemul Linnaean original a fost modificat în timp după cum urmează:
| Linnaeus 1735 | Haeckel 1866 | Chatton 1925 | Copeland 1938 | Whittaker 1969 | Woese et al. 1990 | Cavalier-Smith 1998  | Cavalier-Smith 2015  |
| ------------- | ------------ | ------------ | ------------- | -------------- | ----------------- | -------------------- | -------------------- |
| 2 regnuri     | 3 regnuri    | 2 domenii    | 4 regnuri     | 5 regnuri      | 3 domenii         | 2 domenii, 6 regnuri | 2 domenii, 7 regnuri |
| (netratat)    | Protista     | Prokaryota   | Monera        | Monera         | Bacteria          | Bacteria             | Bacteria             |
| (netratat)    | Protista     | Prokaryota   | Monera        | Monera         | Archaea           | Bacteria             | Archaea              |
| (netratat)    | Protista     | Eukaryota    | Protista      | Protista       | Eucarya           | Protozoa             | Protozoa             |
| (netratat)    | Protista     | Eukaryota    | Protista      | Protista       | Eucarya           | Chromista            | Chromista            |
| Vegetabilia   | Plantae      | Eukaryota    | Plantae       | Plantae        | Eucarya           | Plantae              | Plantae              |
| Vegetabilia   | Plantae      | Eukaryota    | Plantae       | Fungi          | Eucarya           | Fungi                | Fungi                |
| Animalia      | Animalia     | Eukaryota    | Animalia      | Animalia       | Eucarya           | Animalia             | Animalia             |

## Moarte

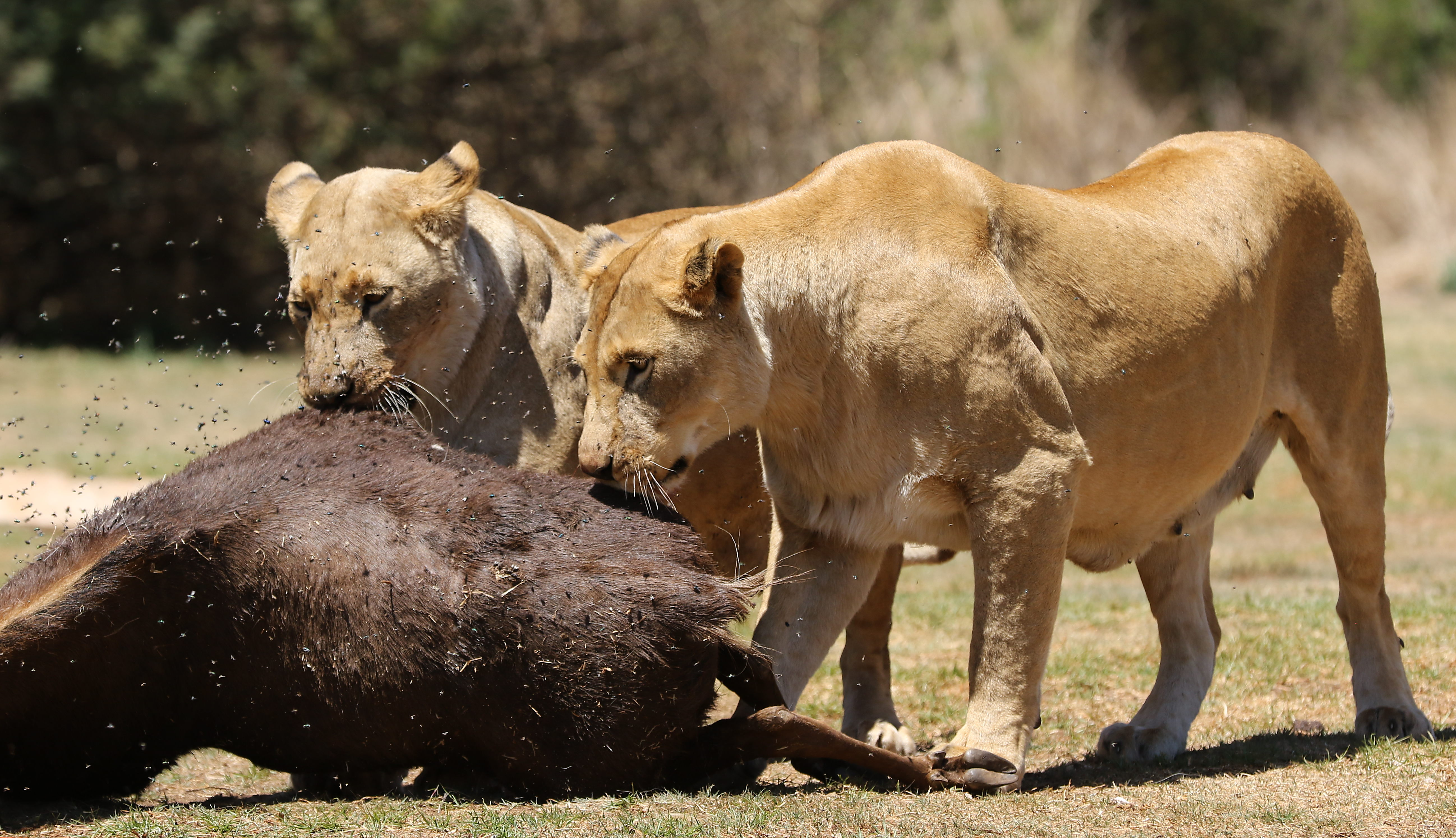
Cadavrele de animale sunt reciclate de ecosistem, oferind energie și substanțe nutritive creaturilor vii.

Moartea este încetarea permanentă a tuturor funcțiilor vitale sau a proceselor de viață dintr-un organism sau celulă. Poate apărea ca urmare a unui accident, afecțiuni medicale, interacțiune biologică, malnutriție, otrăvire, senescență sau sinucidere. După moarte, rămășițele unui organism reintră în ciclul biogeochimic. Organismele pot fi consumate de un prădător sau de un colector și restul de material organic poate fi apoi descompus în continuare de detritivore, organisme care reciclează detritus, returnându-l în mediu pentru reutilizare în lanțul alimentar.
Una dintre provocările în definirea morții constă în a o deosebi de viață. Moartea pare să se refere fie la momentul în care se termină viața, fie când începe starea care urmează vieții. Cu toate acestea, determinarea momentului în care a avut loc moartea este dificilă, întrucât funcția de încetare a vieții nu este adesea simultană printre sistemele de organe. O astfel de determinare necesită, așadar, trasarea unor linii conceptuale între viață și moarte. Acest lucru este problematic, totuși, deoarece există un consens mic cu privire la modul de definire a vieții. Natura morții a fost de milenii o preocupare centrală a tradițiilor religioase ale lumii și a cercetării filosofice. Multe religii mențin credința în viața de apoi sau reîncarnare pentru suflet sau învierea trupului la o dată ulterioară.

### Extincție
Extincția este procesul prin care un grup de taxoni sau specii se stinge, reducând biodiversitatea. Momentul dispariției este considerat, în general, moartea ultimului individ din specia respectivă. Deoarece gama potențială a unei specii poate fi foarte mare, determinarea acestui moment este dificilă și se face de obicei retrospectiv după o perioadă de absență aparentă. Speciile devin extincte atunci când nu mai sunt capabile să supraviețuiască în schimbarea habitatului sau împotriva concurenței superioare. În istoria Pământului, peste 99% din toate speciile care au trăit vreodată sunt extincte; cu toate acestea, extincțiile în masă s-ar putea să fi accelerat evoluția oferind oportunități pentru diversificarea noilor grupuri de organisme.

### Fosile
Fosilele sunt rămășițele sau urmele prezervate de la animale, plante și alte organisme din trecutul îndepărtat. Totalitatea fosilelor, atât descoperite, cât și nedescoperite, și plasarea lor în formațiuni de roci care conțin fosile și straturi sedimentare sunt cunoscute sub numele de registru fosil. Un specimen conservat se numește fosilă dacă este mai vechi decât data arbitrară de acum 10.000 de ani. Prin urmare, fosilele au vârste cuprinse între începutul Holocenului (cele mai tinere) și eonul Arhaic (cele mai vechi), cu o vechime de până la 3,4 miliarde de ani.